# Guglielmo Chiarini
Guglielmo Chiarini (Firenze, 10 novembre 1917 – Benina, 4 febbraio 1941) è stato un ufficiale e aviatore italiano, distintosi come pilota di caccia della Regia Aeronautica durante la seconda guerra mondiale. Il suo aereo fu abbattuto nel febbraio del 1941 dalla caccia britannica ed egli venne decorato con la medaglia d'oro al valore militare alla memoria.

## Biografia
Nacque a Firenze il 10 novembre 1917, e lasciò presto la sua città natale per seguire il padre, ufficiale dei bersaglieri, soggiornando in varie parti dell'Italia. Ammesso al Collegio militare della Nunziatella ne uscì, a soli 17 anni, con la licenza liceale, e appassionatosi fin da giovane al mondo dell'aviazione decise di iscriversi alla Regia Accademia Aeronautica di Caserta. La sua domanda fu rifiutata perché troppo giovane, ed egli si iscrisse all'Università. Il 16 novembre 1935, pochi giorni dopo aver compiuto i 18 anni, fu ammesso all'Accademia Aeronautica quale aviere allievo pilota del Corso Pegaso.
Il 2 marzo 1937 fu nominato pilota d’aeroplano, e uscì dall'Accademia con il grado di sottotenente pilota nel 1938.
Destinato al 12º Stormo da Bombardamento Terrestre nel mese di luglio partiva per la Spagna, partecipando a quel conflitto. Venne assegnato al gruppo da bombardamento "Falchi delle Baleari", basato a Palma di Maiorca sotto il comando del tenente colonnello Gennaro Giordano, ed equipaggiato con trimotori Savoia-Marchetti S.79 Sparviero. In meno di 10 mesi di attività bellica fu promosso tenente, meritò una Medaglia d'argento al valor militare, una di Medaglia di bronzo al valor militare, una Croce di guerra al valor militare, una Croce al merito di guerra e due decorazioni concessegli dal governo spagnolo.
Rientrato dalla Spagna chiese ed ottenne di passare alla specialità caccia, entrando a far parte del 53º Stormo Caccia Terrestre il 22 aprile 1939. Partecipò al corso di addestramento sull'aeroporto di aeroporto di Torino-Caselle. 
In vista dell'entrata in guerra del Regno d'Italia, il 7 giugno 1940 venne trasferito in Africa settentrionale. Il 9 giugno fu assegnato alla 82ª Squadriglia, 13º Gruppo caccia, del 2º Stormo Caccia Terrestre. Il 13º Gruppo (77ª, 78ª e 82ª Squadriglia) era basato sull'aeroporto di Tripoli-Castel Benito, sotto il comando del maggiore Secondo Revetria. I piloti avevano a disposizione un totale di 25 Fiat C.R.42 Falco ed 11 Fiat C.R.32 Quater, con il compito di vigilare contro le offensive francesi da ovest. 
All'82ª Squadriglia erano in particolare assegnati 12 Fiat C.R.42, 6 Fiat C.R.32 Quater ed 1 Breda Ba.25 per voli di collegamento. L'11 giugno effettuò la sua prima missione bellica ai comandi di un caccia Fiat C.R.42. Nel cielo di Sidi Azeis, il 27 luglio, si meritò una Medaglia di bronzo al valor militare, ottenendone una d'Argento sul cielo della Marmarica il 18 settembre. Quest'ultima decorazione fu ottenuta per il coraggio dimostrato nell'attaccare, alla testa di una sparuta squadriglia, una formazione di 9 bombardieri Bristol Blenheim. Ferito a una spalla, dovette rinunciare al combattimento per aver perso troppo sangue, temendo di non poter riportare il suo aereo alla base.
Nel tardo autunno, dopo breve convalescenza, venne trasferito alla 366ª Squadriglia, 151º Gruppo del 53º Stormo, sempre equipaggiata con i caccia C.R.42 e dove fu sempre tra i primi nelle varie missioni di guerra, durante le quali colse numerose vittorie contro le formazioni inglesi avversarie.
Il 4 febbraio 1941 era impegnato in volo di scorta ad un Caproni Ca.133 pilotato dal maresciallo Giovanni Accorsi della 366ª Squadriglia e dal 1º aviere motorista Callerani, insieme ad altri due C.R.42 della 366ª Squadriglia (pilotati dal maresciallo Giulio Cesare e dal sergente Antonio Camerini). Nel cielo sopra Barce l'aereo da trasporto fu intercettato a 150 metri di quota da un gruppo di Hawker Hurricane Mk.I, la B Flight del No.73 Squadron  composta dal Pilot Officer George Goodman, Pilot Officer J. B. 'Chips' McColl e Pilot Officer Ken M. Millist. Il Ca.133 fu colpito e danneggiato gravemente da McColl. Il pilota Accorsi cercò di compiere un atterraggio di emergenza, ma l'aereo si fracassò al suolo ed entrambi gli aviatori a bordo morirono. Mentre gli Hurricane stavano abbattendo il Caproni, Chiarini e gli altri due piloti di C.R.42 (meno armati e potenti degli Hurricane) si lanciarono sui caccia nemici , ma i piloti inglesi li videro arrivare e virarono per affrontarli . Nel violento combattimento che ne seguiva, Chiarini veniva abbattuto in fiamme ed ucciso da George Ernest Goodman (vittoria numero sette delle 10 totalizzate durante la guerra), che volava sul caccia Hurricane Mk.I matricola V7716 "TP-U" e che dichiarò l'abbattimento di un C.R.42 che stava attaccando McColl.
Alla memoria di Chiarini, così come a quella del maresciallo Accorsi, venne assegnata la Medaglia d'oro al valor militare, massima decorazione italiana La sua salma riposa presso il Sacrario dell'Aeronautica Militare presso il cimitero del Verano, Roma.
L'Aeronautica Militare Italiana ha ulteriormente onorato la sua memoria il 15 ottobre 1971, intitolandogli il 53º Stormo basato sull'aeroporto di Cameri (NO), equipaggiato con i caccia intercettori Lockheed F-104G Starfighter.

### Annotazioni
1. ↑  Di intelligenza straordinaria, pur seguendo le decisioni paterne, dimostrò fin da giovanissimo una spiccata passione per il mondo dell'aviazione.
2. ↑  Era il più giovane allievo di quel corso dell'Accademia e, risultò uno dei migliori.
3. ↑  Prima dell'inizio della seconda guerra aveva effettuato quasi 700 missioni di volo, delle quali un centinaio di guerra.
4. ↑  I caccia Fiat CR.32 furono usati in missioni di ricognizione fino al 13 giugno.
5. ↑  Al comando del capitano Bernardino Serafini.
6. ↑  Al comando del tenente colonnello Raffaele Colacicchi.
7. ↑  L'aereo doveva recuperare il pilota di un C.R.42 della 368ª Squadriglia, che per un guasto al motore non era riuscito a rientrare alla base e fu costretto ad atterrare sulla pista di Barce, campo ormai sotto il tiro dei cannoni nemici, e che entro breve tempo sarebbe stato occupato dagli inglesi.

### Fonti
1. 1 2 3 4 5  Ufficio Storico Stato Maggiore dell'Aeronautica 1969, p. 151.
2. 1 2 3 4  Combattenti Liberazione.
3. 1 2 3  Dunning 1988, p. 26.
4. ↑  Ufficio Storico Stato Maggiore dell'Aeronautica 1977, p. 16.
5. 1 2 3 4 5  Ufficio Storico Stato Maggiore dell'Aeronautica 1977, p. 180.
6. 1 2  Mattioli, Holmes 2010, p. 37.
7. 1 2 3 4  Mattioli, Holmes 2010, p. 36.
8. 1 2  Ufficio Storico Stato Maggiore dell'Aeronautica 1977, p. 181.
9. ↑  Il Sacrario dell'Aeronautica Militare, p. 14.
10. ↑  Sito web del Quirinale: dettaglio decorato.
11. ↑  Registrato alla Corte dei Conti addì 19 giugno 1941-XIX, registro n.27 Aeronautica, foglio n.320.
12. ↑  Registrato alla Corte dei Conti addì 3 giugno 1941-XIX, registro n.26 Aeronautica, foglio n.341.